# 294 Felicia
294 Felicia è un asteroide della fascia principale del diametro medio di circa 52,97 km. Scoperto nel 1890, presenta un'orbita caratterizzata da un semiasse maggiore pari a 3,1443292 UA e da un'eccentricità di 0,2421509, inclinata di 6,29241° rispetto all'eclittica.
L'origine del suo nome è sconosciuta.